# 보건 정책
보건 정책(保健政策, 영어: Health policy)은 "사회 내에서 특정 건강 관리 목표를 달성하기 위해 수행되는 결정, 계획 및 조치"로 정의할 수 있다. 세계보건기구에 따르면 명시적 보건 정책은 다음과 같은 여러 가지를 달성할 수 있다. 미래에 대한 비전을 정한다. 여러 단체의 우선 순위와 예상 역할을 설명한다. 공감대를 형성하고 사람들에게 정보를 제공한다.
국제적 건강 정책, 공중 보건 정책, 정신 건강 정책, 건강 관리 서비스 정책, 보험 정책, 등의 건강 정책과 예방 접종 정책, 담배 규제 정책과 같은 공중보건 관련 정책이 있다. 재정 지원 및 의료 제공, 의료 접근성, 의료의 질, 건강 형평성에 대한 주제를 다룰 수 있다.
정책과 그 실행은 복잡하다. 개념적 모형은 정책 개발에서 정책 및 프로그램 구현, 의료제도 및 결과로의 흐름을 보여주는 데 도움이 될 수 있다. 운영 정책은 정부가 국가 법률 및 정책을 프로그램 및 서비스로 옮기는 데 사용하는 규칙, 규정, 지침 및 행정 규범이다. 정책 프로세스는 서비스 제공 여부와 방법에 영향을 미치는 국가 또는 여러 수준에서 내려진 결정을 포함한다. 따라서 지속 가능한 확장을 보장하기 위해 시간이 지남에 따라 의료 시스템의 여러 수준에서 정책에 주의를 기울여야 한다.

## 같이 보기
- 의료
- 보건경제학
- 건강 형평성
- 건강보험
- 건강 증진
- 의료법